# (4135) Светланов
(4135) Светланов (лат. Svetlanov) — типичный астероид главного пояса, открыт 14 августа 1966 года советскими астрономами Людмилой Черных и Тамарой Смирновой в Крымской астрофизической обсерватории и 27 июня 1991 года назван в честь советского и российского дирижёра, композитора и пианиста Евгения Светланова.

## Обнаружение и именование
(4135) Светланов
Открыт 14 августа 1966 года в Научном Л. И. Черных и Т. М. Смирновой.
Назван в честь известного советского композитора и дирижёра Евгения Фёдоровича Светланова.
Оригинальный текст (англ.)4135 Svetlanov
Discovered 1966-08-14 by Chernykh and Smirnova at Nauchnyj.
Named in honor of the famous Soviet composer and conductor Evgenij Fyodorovich Svetlanov.
Источники: DISCOVERY.DB; M.P.C. 18455.

## Орбита

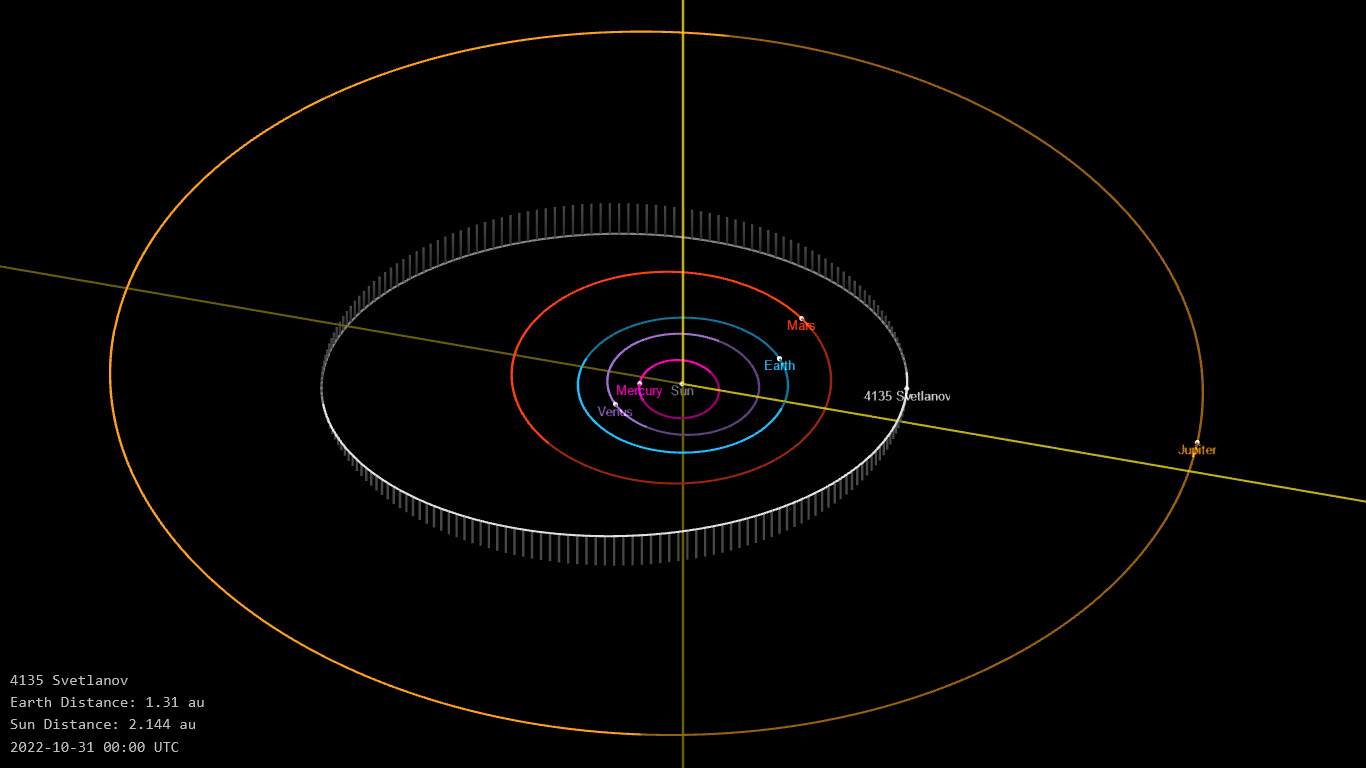
Орбита астероида Светланов и его положение в Солнечной системе

## Физические характеристики
Из результатов второго этапа спектроскопической съёмки малых астероидов главного пояса (Small Main-belt Asteroid Spectroscopic Survey, SMASSII) следует, что астероид относится к таксономическому классу Ch.
По результатам наблюдений в видимом и ближнем инфракрасном диапазоне космического телескопа NEOWISE и наблюдений в инфракрасном диапазоне спутника Akari диаметр астероида сначала оценивался равным 24,207±0,222 км и 12,78±1,32 км, позже — 20,86±7,32 км, 25,37±7,11 км, 24,207±0,222 км, 25,65±8,97 км и 26,32±11,48 км, 26,78±7,63 км. Согласно тем же источникам альбедо оценивается как 0.0303±0,0034, 0.143±0,030, 0.04±0,03, 0.03±0,03, 0.030±0,003, 0.025±0,020 и 0,026±0,028, 0.027±0,032.